# Henriette Schrader-Breymann

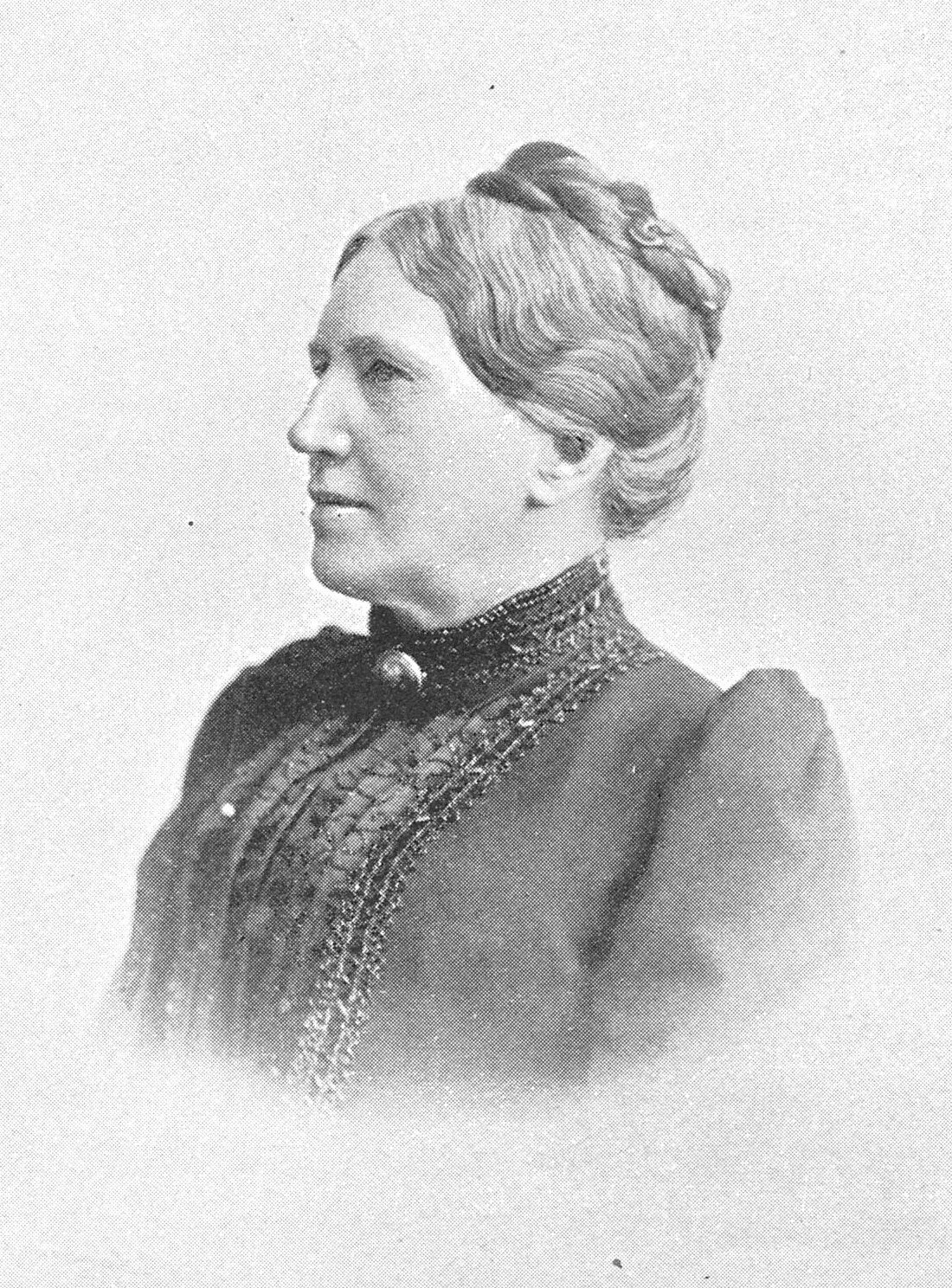
Henriette Schrader-Breymann

Johanne Juliane Henriette Schrader-Breymann (* 14. September 1827 in Mahlum; † 25. August 1899 in Schlachtensee) war eine deutsche Pädagogin, Gründerin von Bildungs- und Erziehungsinstitutionen, Förderin der Fröbelpädagogik und der Frauenbildung.

## Leben und Wirken
Johanne Juliane Henriette war das älteste von zehn Kindern des Pastors Ferdinand Christian Breymann (1797–1866) und seiner Ehefrau Louise, geb. Hoffmann (1802–1876). Sie war die ältere Schwester des Bildhauers Adolf Breymann. Nach anfänglichem Unterricht durch den Vater war sie an der „Töchterschule“ in Wolfenbüttel. Das lernbegierige Mädchen hatte große Schwierigkeiten, sich in die schulische Disziplin einzufügen, sie litt unter der „Phantasielosigkeit des Unterrichts“.
1841 kehrte Henriette wieder ins Elternhaus zurück. Es folgte eine schwierige Zeit, unterbrochen von Aufenthalten in Reichenbach und Pyrmont. Dabei war das junge Mädchen stets auf der Suche nach einem „neuen weiblichen Weg“.
Der Sommer 1848 brachte endlich die ersehnte Veränderung. Henriette ging an die Bildungs- und Erziehungsinstitution in Keilhau bei Rudolstadt, die ihr Großonkel, Friedrich Fröbel, ins Leben gerufen hatte, zuerst als Schülerin, dann als seine Mitarbeiterin.
Nachdem sich Breymann von Friedrich Fröbel gelöst hatte und nach kurzen Aufenthalten in Schweinfurt und Baden-Baden gründete sie 1854 im Pfarrhaus von Watzum, wohin zwischenzeitlich ihre Familie übergesiedelt war, eine Bildungs- und Erziehungsinstitution für Mädchen im Alter von ca. 7 bis 17/18 Jahren. Das Institut wuchs kontinuierlich (ein Fröbelkurs und Kindergarten wurden eingerichtet). Es erfreute sich schnell weit über die Landesgrenzen hinaus eines hohen Ansehens und wurde immer mehr zu einem Zentrum der Kindergartenpropaganda. Die Erziehungs- und Bildungsinstitution wurde u. a. von Adele von Portugall (1857–1910), Mary Lyschinska (1861–1937) und Eugenie Schumann (1851–1938) besucht, der jüngsten Tochter und dem siebten von acht Kindern von Clara und Robert Schumann. Bekannte Vertreter und Vorkämpferinnen des Kindergartens, beispielsweise Bertha von Marenholtz-Bülow, unterrichteten dort oder hielten Vorträge. 1864 erfolgte  ein Umzug der Erziehungs- und Bildungsinstitution nach Wolfenbüttel, die sich Neu-Watzum nannte, nach dem Ort ihrer Entstehung. Das  Institut bestand aus fünf Abteilungen: neben Kindergarten und Elementarklasse gab es Klassen für 12- bis 14-jährige  und 14- bis 17-jährige Mädchen, ferner eine Fortbildungsklasse für Erwachsene, die auf den Beruf der Erzieherin und Lehrerin vorbereitete. Neu-Watzum entwickelte sich äußerst erfolgreich. Zu den Schülerinnen dort gehörte die renommierte Schriftstellerin Gabriele Reuter. Schon zwei Jahre nach der Eröffnung musste die Einrichtung um einen Anbau erweitert werden, um die rasch zunehmende Menge der Schülerinnen unterbringen zu können. Neben ihren vielfältigen Aufgaben als Schul-/Pensionatsleiterin sowie Lehrerin unternahm Henriette Breymann noch Reisen nach Belgien, Schottland und in die Schweiz. Dort hielt sie Vorträge über Fröbel, die Kindergärten und Frauenbildung.

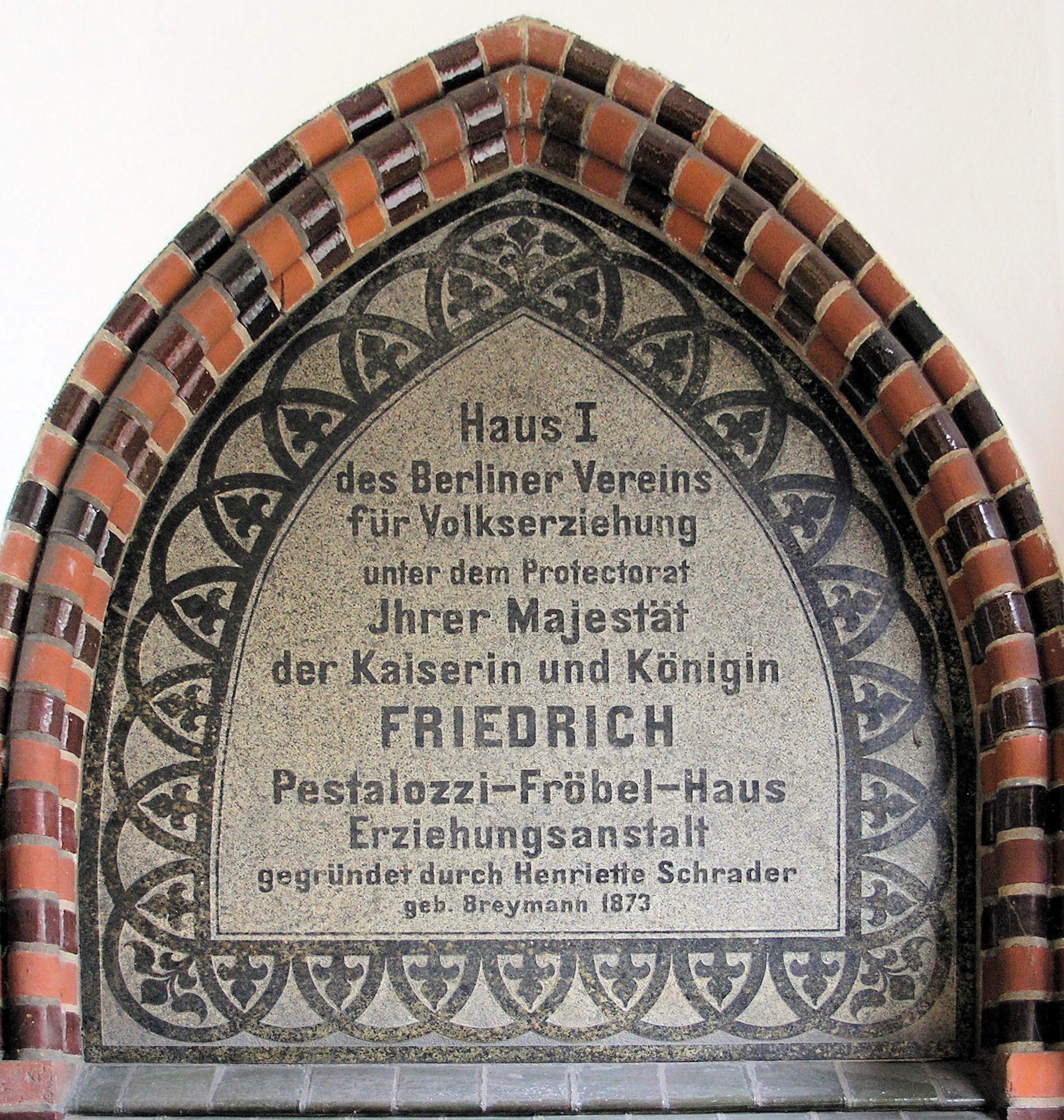
Gedenktafel am Haus Karl-Schrader-Straße 7, in Berlin-Schöneberg

Am 30. April 1872 heiratete die Pädagogin den Juristen Karl Schrader, mit dem sie nach Berlin zog. Dort gründete sie den „Verein für Volkskindergärten und Volkserziehung“ und das noch heute existierende „Pestalozzi-Fröbel-Haus“ (PFH), welches sich in kurzer Zeit zu einer der führenden Bildungs-/Berufsbildungsanstalten für Mädchen und Frauen sowie Erziehungsstätte für Kinder entwickelte. Henriette Schrader-Breymann übernahm in ihr Konzept Fröbels zentrale Idee der Frauenbildung: die „Geistige Mütterlichkeit“, die „weiblich-mütterlichen Kräfte“ auf einen nicht allein an die physische Mutterschaft, an Ehe und Familie gebundenen weiblichen Lebenskontext zu übertragen.
Dazu gehörten ein Seminar für Kindergärtnerinnen, eine Haushaltungs- und Kochschule, eine Krabbelstube, ein Kindergarten sowie ein Sonderkindergarten, ein Hort, ein Landschulheim, Tages- und Nachtheime u. dgl. m. Das PFH galt um die Jahrhundertwende als die moderne, an politischen Fortschritt und gesellschaftlicher Wirksamkeit orientierte Richtung der Kindergartenpädagogik.
Bis kurz vor ihrem Tode engagierte sich Henriette Schrader-Breymann aktiv am Ausbau ihrer allumfassenden sozialpädagogischen Einrichtung, die sich nach wie vor dem geistigen Erbe ihrer Gründerin verpflichtet fühlt. Henriette Schrader-Breymann verkehrte mit vielen bedeutenden Frauen ihrer Zeit. Dazu gehörten Helene Lange, Luise Jessen, Hedwig Heyl, Emma Julia Hohenemser, und Kronprinzessin Friedrich, spätere „Kaiserin und Königin Friedrich“, um nur einige der vielen zu nennen, die sie in ihrem „Kampf“ für die weibliche Bildung und die Professionalisierung des Erziehungswesens unterstützten.
In Wolfenbüttel und Braunschweig sind Straßen nach ihr benannt. In ihrem Geburtsort trägt ein Jugendheim ihren Namen. In Wolfenbüttel gibt es  eine Henriette-Breymann-Gesamtschule. Im September 2015 wurde Schrader-Breymann mit der Würdigung zum frauenORT Niedersachsen geehrt.
Teile ihres Nachlasses sowie Literatur von ihr und über sie befinden sich im Ida-Seele-Archiv und im Archiv des Pestalozzi-Fröbel-Hauses.

## Pädagogische Konzeption
Die ausgebildete Kindergärtnerin wurde zu einer entschiedenen Verfechterin der Fröbelschen Erziehungsgrundsätze, fühlte sich aber zu deren Neuformulierung in Verbindung mit Pestalozzis Gedanken zur Erziehung berufen. Es waren ihre Erfahrungen mit Großstadtkindern, die sie darin bestätigten, dass die Unterweisung der Kindergartenkinder in praktischen Tätigkeiten sinnvoller sei als die abstrakten und philosophischen Fröbelspiele. Sie erkannte, dass für Kinder aus Arbeiterfamilien „ganztätige“ Erziehungseinrichtungen notwendig sind, die die Kinder auf möglichst vielen Gebieten für ihr zukünftiges Leben befähigen. Darum war ihr neben dem Spiel die Pflege und Entwicklung der kindlichen Arbeitsfreudigkeit ein besonderes Anliegen, weshalb sie häusliche Beschäftigungen (z. B. Kochen, Gartenarbeit sowie Tierpflege) als Erziehungsmittel einführte. Ferner wünschte sie auch anstatt der Fröbelschen Bezeichnung Kindergärtnerin den Namen Volkserzieherin einzuführen.
Unbestritten ist die weltweite Wirkung der im PFH entwickelten Konzeption  des Monatsgegenstands. Diese griff auf das Konzentrationsprinzip der Herbartianer zurück und hat ihre Wirksamkeit bis heute in der Kindergartenpraxis nicht verloren. Für die Pädagogin ist das wichtigste Auswahlkriterium für den Monatsgegenstand das Charakteristische der Jahreszeit und des betreffenden Monats (Hoffmann 1930, S. 88). Mit dieser familiennahen Kindergartenkonzeption suchte sie den Kindern eine Sachbegegnung zu ermöglichen, die sie zu einem Verstehen und Wertschätzen der hauswirtschaftlichen Tätigkeit als der grundlegenden menschlichen Versorgungsweise befähigen sollte … Ein Thema, etwa Haustiere, ihre Lebensweise und ihr Nutzen für den Menschen, wurde im Monatsturnus in das Interesse der Kinder gerückt und mit Informationen und praktischen Tätigkeiten, z. B. Butter, Quark und Käse aus der Milch herstellen, Liedversen, Märchen und Erzählungen, Bastelarbeiten oder mit Bauaufgaben aus dem Fröbelbaukasten, z. B. einen Kuhstall bauen, den Kindern nahegebracht (Erning 1987, S. 69).

## Werke (Auswahl)
- Die Grundzüge der Ideen Fröbel’s angewendet auf Kinderstube und Kindergarten, Braunschweig 1872.
- Der Monatsgegenstand im Kindergarten, Berlin 1885.
- Der Volkskindergarten im Pestalozzi-Fröbel-Haus, Berlin 1885.
- Häusliche Beschäftigungen und Gartenarbeit als Erziehungsmittel im Pestalozzi-Fröbel-Haus, Berlin 1893.